# Shake It Off
„Shake It Off“ je píseň americké country-popové zpěvačky-skladatelky Taylor Swift, pocházející z jejího pátého studiového alba, 1989. Produkce se ujal producent Max Martin a Shellback. 

## Umístění v žebříčcích
Píseň se dostala na 1. místo v hitparádách v Austrálii, Kanadě, České republice, Dánsku, Maďarsku, Mexiku, Novém Zélandu, Polsku, Slovensku a v USA.